# Flamingo Kid
Flamingo Kid (The Flamingo Kid) è un film statunitense del 1984 diretto da Garry Marshall ed interpretato da Matt Dillon, Richard Crenna, Héctor Elizondo e Jessica Walter. 
È stato il primo film a ricevere una valutazione PG-13, anche se è stato il quinto ad essere distribuito con quella valutazione (dopo Alba rossa, La signora in rosso, Dreamscape - Fuga nell'incubo e Dune). Crenna ha ottenuto una candidatura ai Golden Globe per il suo ruolo e Marisa Tomei ha fatto il suo debutto sul grande schermo con un ruolo minore nel film.

## Trama
Il sogno dell'idraulico Arthur Willis è che il figlio Joffrey frequenti un buon college e trovi, a suo tempo, un buon lavoro. Joffrey, che è un ottimo ragazzo, pensa però che nulla c'è di male a farsi, per intanto, ingaggiare in qualità di posteggiatore di macchine presso il Flamingo Club, È uno stabilimento balneare per gente ricca dove le mance abbondano. Così il ragazzo comincia ad essere ben visto e protetto da Phil Brody, comproprietario del Club, uomo d'affari e di sciolta parlantina che, piano piano, incanta Joffrey sulle infinite possibilità che si aprono davanti a gente che abbia iniziativa e volontà. La prospettiva del college sembra così allontanarsi nella mente del giovane, con viva preoccupazione ed irritazione del padre, ancorato ad idee meno fascinose, ma ben più realistiche. Sempre ultraprotetto, Joffrey, presto promosso al servizio di cabina, si innamora di Phillis Brody, la bionda nipote di Phil, la quale ha anche lei una schietta fiducia in lui. A questo punto il ragazzo decide di lasciare, sia pure per un breve periodo, i suoi cari, anche perché Phil gli ha offerto un posto da magazziniere (in una sua impresa in altra città). Joffrey rimane sconcertato e deluso: i suoi sogni sono stati bruscamente e inopinatamente ridimensionati ed egli comincia ad accorgersi che sotto la facciata di Brody non c'è che un mare di vacuità e di chiacchiere. Già la stagione balneare volge al termine. La ragazza se ne torna a casa: tutto, anche sul piano affettivo, non è stato altro che una gradevole vacanza. La sera della festa di chiusura, Joffrey si accorge che Brody - che tutti al club considerano e chiamano "il re" nel gioco delle carte - ha chiaramente barato grazie ad un compare. Il ragazzo sfida allora sul tavolo verde il suo sedicente protettore e, in coppia con altro giocatore fino allora perdente, ha la meglio sull'impostore. L'increscioso episodio schiarisce definitivamente le idee di Joffrey. Egli rinuncerà agli specchietti illusori dei facili guadagni e ad una vita in apparenza tanto piana e facile, quanto poco limpida ed onesta, per rientrare, accolto a braccia aperta, in famiglia, prima di partire per il suo college.

## Produzione
Cass Elliot, membro dei The Mamas & The Papas, ha raccontato al produttore e amico Michael Phillips che la sceneggiatura di Neil Marshall ha impiegato più di dieci anni per essere finalmente trasformata in un film.

## Location
La location principale del film era il Silver Gull Beach Club a Breezy Point, all'interno della Gateway National Recreation Area.

## Accoglienza

### Botteghino
Girato con un budget di 10 milioni di dollari, il film ha incassato un totale di 31.684.321 dollari in tutto il mondo.

### Critica
Al mese di novembre 2022, il film detiene un punteggio dell'85% su Rotten Tomatoes sulla base di 20 recensioni, con un punteggio medio di 6,8/10.

## Riconoscimenti
- 1985 - Golden Globes
  - Candidatura miglior attore non protagonista a Richard Crenna

## Colonna sonora
La colonna sonora del film è stata distribuita in CD dalla Motown.
1. Jesse Frederick – "Breakaway"
2. Martha and the Vandellas – "(Love Is Like a) Heat Wave"
3. The Chiffons – "He's So Fine"
4. Acker Bilk – "Stranger on the Shore"
5. Dion – "Runaround Sue"
6. Little Richard – "Good Golly, Miss Molly"
7. Barrett Strong – "Money (That's What I Want)"
8. The Impressions – "It's All Right"
9. Hank Ballard & The Midnighters – "Finger Poppin' Time"
10. The Chiffons – "One Fine Day"
11. The Silhouettes – "Get a Job"
12. Maureen Steele – "Boys Will Be Boys"

## Musical
Un musical teatrale basato su Flamingo Kid è attualmente in fase di sviluppo per una futura produzione a Broadway. Il musical contiene un libro e i testi del vincitore del Tony Award Robert L. Freedman, la musica del candidato al Tony Award Scott Frankel e la regia del vincitore del Tony Award Darko Tresnjak.
Seguendo le orme di A Gentleman's Guide to Love and Murder, The Flamingo Kid è stato presentato in anteprima all'Hartford Stage di Hartford, Connecticut, dal 9 maggio al 15 giugno 2019. Il cast includeva Jimmy Brewer nei panni di Jeffrey, Samantha Massell come Karla, Adam Heller come Arthur, Marc Kudisch come Phil Brody, Lesli Margherita come Phyllis Brody, Liz Larsen come Ruth, Lindsey Brett Carothers come Joyce, Ben Fankhauser come Steve e Alex Wyse come Hawk. Il team creativo comprendeva anche Denis Jones (coreografo), Bruce Coughlin (orchestrazioni), Alexander Dodge (design scenografico), Linda Cho (design costumi), Philip Rosenberg (design illuminotecnico) e Peter Hylenski (sound design).

## Remake
Deadline Hollywood ha annunciato nel settembre 2012 che la Walt Disney Pictures stava sviluppando un remake di Flamingo Kid. Brett Ratner e Michael Phillips avrebbero dovuto fungere da produttori del film, mentre il regista di musical Nzingha Stewart stava lavorando alla sceneggiatura. Poi, nel 2015, è stato riferito che gli ABC Studios stavano contemplando una serie televisiva basata su Flamingo Kid, ma non se ne è fatto nulla.